# Boechera rubicundula
Boechera rubicundula är en korsblommig växtart som först beskrevs av Jepson, och fick sitt nu gällande namn av Windham, Al-shehbaz och P. Alexander. Boechera rubicundula ingår i släktet indiantravar, och familjen korsblommiga växter. Inga underarter finns listade i Catalogue of Life.